# Egy boszorka van
Az Egy boszorka van egy szlovák népdal.
Kánonban is énekelhető. Belépés a 2. ütem elején, vagy annak közepén, a 3. negyednél.

## Feldolgozások
| Szerző        | Mire                  | Mű | Előadás |
| ------------- | --------------------- | --- | ------- |
| Bárdos Lajos  | kétszólamú gyermekkar | Kicsinyek kórusa, I. füzet 16. dal                                                                     |         |
| Bartók Béla   | zongora               | Gyermekeknek, 46. (III. kötet 6.) darab Allegro - Stará baba zlá, másutt I. Körtánc - Egy boszorka van | [ 3 ]   |
| Ludvig József | ének, gitárakkordok   | Kis kacsa fürdik…, 30. oldal                                                                           |         |

## Kotta és dallam
Egy boszorka van. Három fia van.

Iskolába jár az egy, másik bocskort varrni megy,

a harmadik kinn a padon a dudáját fújja nagyon,

de szép hangja van. Danadanadan.

## Felvételek
- 20. Egy boszorka van. ApaczaiKiado  SoundCloud (Hozzáférés: 2016. május 23.) (audió) ének
- Gyerekdalok - Egy boszorka. YouTube (2012. március 7.)  (Hozzáférés: 2016. május 23.) (videó)
- Egy boszorka van. Eszményi Viktória, Mikó István, Radványi Balázs  YouTube (1983. május 23.)  (Hozzáférés: 2016. május 23.) (audió)
- Egy boszorka van. HandaBanda Zenekar  YouTube (2011)  (Hozzáférés: 2016. május 23.) (audió)
- Havasréti Pál tanítványainak félévzáró koncertje. Finder Bereniké  YouTube (2012. december 14.)  (Hozzáférés: 2016. május 23.) (videó) 0:52-ig.
- Egy boszorka van. Zsélyi MIlán és Magda Róbert  YouTube (2012. június 9.)  (Hozzáférés: 2016. május 23.) (videó) négykezes zongora.